# Клеоменов рат
Клеменов рат (229./228. п. н. е. — 222. п. н. е.) је водила Спарта, са савезником Елејом, против Ахајског савеза и Македонаца. Рат је завршен победом Ахајског савеза и Македонаца.
Године 235. п. н. е., Клеомен III се попео на трон Спарте и почео је да реформише економију и војску са циљем повратка традиционалне Спартанске дисциплине и слабљењем утицаја ефора, изабраним чиновницима који су имали велику политичку моћ и ако су били заклети да ће бранити спартанског краља. Када су ефори 229. п. н. е. послали Клемена да заузме градић на граници са Мегалополисом, Ахајци су објавили рат. Клемен је одговорио пљачкањем Ахаје. У бици код Ликејске горе Клемен је поразио војску коју је предводио Арат из Сикиона, стратег Ахајског савеза. Арат је био послан да нападне Елеју, а онда је усмерио другу војску близу Мегалополиса. У међувремену Клемен је наредио убиство ефора.
Потом је покренуо поход на Аркадију и поразио Арата у бици код Диме. Пошто је Ахајском савезу претила пропаст, Арат се окреће Антигону III Досону са молбом за помоћ Савезу. Заузврат Арат је обећао да ће Македонцима предати цитаделу која надгледа Коринт. Клемон је убрзо извршио инвазију Ахаје и заузео Коринт и Аргос. Када је Антигон стигао на Пелепонез, Клемен је био приморан да се повуче у Лаконију. Борио се против Ахајског савеза и Македонаца у бици код Селазије, али је на крају поражен. Клеомен је потом побегао у Египат на двор свог савезника Птолемеја III, али је на крају извршио самоубиство, током неуспелог покушаја побуне против новог краља Птолемеја IV.